# Немезис (роман Агате Кристи)
Немезис (издат 1971) је криминалистички роман Агате Кристи (1890–1976) први пут објављен у Великој Британији од стране издавачке куће "Collins Crime Club" у новембру 1971. и у САД од стране издавачке куће "Dodd, Mead and Company" касније исте године. Издање у Великој Британији се продавало по цени од 1,50 фунте, а издање у САД по цени од 6,95 долара. Био је то последњи роман о госпођици Марпл који је ауторка написала, иако је Уснуло убиство био последњи објављен роман о госпођици Марпл.
Госпођица Марпл се упознаје са Џејсоном Рафиелом у роману Карипска загонетка где решавају загонетку. У својој опоруци, Рафиел оставља још једну загонеткју коју треба да реши госпођица Марпл.
Немезис је у време објављивања добио углавном позитивне критике. Описана је као „запањујуће свежа” са „ђаволски финим” сукобом и свеукупно је била „прилично достојна Пикаса из детективске приче”. То је „прворазредна прича“ у „уобичајеном детективском роману“. Роман је „читљив и генијалан“ и „Госпођица Кристи остаје непопустљива“ у својој 80. години. Каснија Барнардова рецензија је једина негативна белешка у којој се наводи „Баштенске стазе до којих водимо нису ни примамљиве ни профитабилне“, а Барнард оцењује да Кристини каснији романи општено нису тако добри као раније.
Недавне анализе радње и ликова у овом роману проналазе хомосексуалне теме, али лик „Госпођица Марпл као да посматра страствено пријатељство између жена као само фазу у њиховом животу“ што је било „конвенционално гледиште које су заступали људи Марплиног поколења и друштвеног сталежа.

## Радња
Госпођица Марпл добија писмо од заступника недавно преминулог Џејсона Рафиела, милионера којег је упознала током одмора на коме је наишла на убиство, у којем се тражи да истражи неодређени злочин. Ако успе да реши злочин, наследиће 20.000 фунти. Рафиел јој је оставио неколико трагова. Она почиње тако што се придружује обиласку познатих британских кућа и вртова са још петнаесторо људи које је организовао господин Рафиел пре своје смрти. Елизабет Темпл је директорка школе у пензији која прича причу о Верити која је била верена за Рафиеловог несрећног сина Мајкла, али до брака није дошло. Још један члан туристичке скупине госпођица Кук је жена коју је накратко упознала у Сент Мери Миду.
Њен следећи траг долази од Лавиније Глин. Рафиел је писао госпођи Глин и њеним двема сестрама пре своје смрти и предложио да госпођица Марпл проведе са њима физички најзахтевнијих неколико дана пропутовања по вили "Стари двор". Госпођица Марпл прихвата Лавинијин позив. Затим упознаје Лавинијине сестре уседелице Клотилд и Антеу Бредбури-Скот. Обилазећи терен, госпођица Марпл примећује пузавицу која се спрема да процвета (Руску лозу) која прекрива олупину стакленика. У разговору са слугом, госпођица Марпл сазнаје да се Верити придружила породици пошто су јој родитељи помрли и постала прилично везана за Клотилд. Верити је сада мртва, свирепо убијена. Мајкл Рафиел је у затвору.
Ујутро по повратку на забаву, госпођица Марпл сазнаје да је госпођица Темпл повређена у одрону током пешачења претходног дана и да лежи у коми у болници. Скупина остаје још једну ноћ да сачека вести од туристичког водича о стању госпођице Темпл. Патолога и психолога ког занимају злочиначки мозгове професора Вандстеда господин Рафиел је упутио да крене у обилазак. Он је испитао Мајкла Рафиела на захтев управника затвора у коме је Мајкл био на робији и дошао је до закључка да Мајкл није способан за убиство. Он говори госпођици Марпл колико је Мајклов отац изгледао отуђен, а да је ипак желео правду. Он помиње несталу младу мештанку Нору Брод и боји се да ће бити пронађена убијена. Ванстед одводи госпођицу Марпл да види госпођицу Темпл. У тренутку свести, госпођица Темпл је тражила госпођицу Марпл. Госпођица Темпл је била присебна довољно дуго да каже госпођици Марпл да „тражи Верити Хант“, а после је умрла те ноћи. Три сестре упућују свој позив госпођици Марпл када је одлучила да се не врати на пропутовање и она одмах прихвата. Те ноћи, госпођа Глин прича госпођици Марпл причу о Верити у њиховом домаћинству.
Након истраге о смрти госпођице Темпл, госпођицу Марпл посећује архиђакон Брабазон, пријатељ госпођице Темпл. Он каже госпођици Марпл да је венчао Верити Хант и Мајкла Рафиела на тајној свадби. Иако није одобравао тајновитост и бринуо се за њихове изгледе, пристао је да их венча јер је видео да су заљубљени. Највише се изненадио када се Мајкл нису појавили на свадби, нити су послали икакву поруку. Госпођица Марпл остаје још једну ноћ са три сестре када се пропутовање наставили. Професор Ванстед путује у Лондон возом на посао за госпођицу Марпл. Госпођица Баро и госпођица Кук одлучују да посете оближњу цркву. Касније те вечери, госпођица Марпл разговара са сестрама о томе шта она мисли да се могло догодити и, док су разговарали, појавиле су се госпођица Баро и госпођица Кук да разговарају са госпођицом Марпл.
Док су причале о госпођици Темпл, госпођица Марпл указује, иако лажно, да су Џоана Крофорд и Емлин Прајс (двоје са пропутовања) гурнули громаду, а њихова покрића су само измишљотина. Док су се спремале да оду, госпођица Кук је указала да кафа не би одговарала госпођици Марпл јер ће је држати будну целу ноћ. Клотилд је тада понудила топло млеко. Две даме су убрзо отишле, иако се свака вратила да узме свој заборављени предмет. У три сата ујутру, Клотилд улази у собу госпођице Марпл и изненађује се када је госпођица Марпл упалила светло. Госпођица Марпл јој каже да није пила млеко. Клотилд нуди да га загреје, али госпођица Марпл јој говори да и даље не би пила јер зна да је она убила Верити Хант и закопала њено тело у олупину стакленика јер није могла да поднесе да је Верити остави због неког другог. Она такође зна да је Клотилд свирепо убила Нору Брод да би (погрешно) препознала њено тело као Веритино и тако бацила сумњу на Мајкла Рафиела. Клотилд је убила и госпођицу Темпл. Кад је Клотилд насрнула а њу, госпођица Марпл је дунула у пиштаљку па су госпођице Кук и Баро притрчале у њену одбрану — они су телохранитељи које је господин Рафиел запослио да штите госпођицу Марпл. Клотилд је сама попила млеко које је отровано. Госпођица Марпл прича причу министру унутрашњих послова, укључујући да је Верити сахрањена на имању Бредбури-Скотових. Мајкл Рафиел је ослобођен. Госпођица Марпл прикупља своје наследство, уверена да је извршила задатак који јој је дат.

## Ликови
- Госпођица Марпл: Неудата жена која са годинама постаје слаба, природна детективка. Она прима захтев од Џејсона Рафиела са мало почетних података да реши неименовани злочин за њега.
- Џејсон Рафиел: Милионер, недавно преминуо, који је упознао госпођицу Марпл у Карипској загонетки.
- Мајкл Рафиел: Џејсонов син још увек осумњичен за убиство. Џејсон сматра да његов син није добар.
- Естер Волтерс: тајница господина Рафиела која је упознала госпођицу Марпл у Карипској заогнетки.
- Верити Хант: Вереница Мајкла Рафиела, али до брака никада није дошло, а пронађена је убијена, а препознала ју је Клотилд Бредбури-Скот неколико година раније.
- Госпођица Елизабет Темпл: Пензионисана директорка школе коју је Верити Хант похађала и која дели причу о веридби Верити Хант са госпођицом Марпл док су обе обилазиле познате куће и вртове. Повређена је у одрону и умрла је следећег дана.
- Госпођица Кук: Млада жена у туристичкој скупини које се госпођица Марпл сећа да је видела близу своје куће пре пропутовања. Касније је откривено да ју је на пропутовање послао Џејсон Рафиел да помогне и заштити госпођицу Марпл.
- Госпођица Баро: Једна од петнаесторо на пропутовању са госпођицом Марпл. Појављује се са госпођицом Кук. Касније се открива да ју је Џејсон Рафиел послао на пропутовање да помогне и заштити госпођицу Марпл радећи са госпођицом Кук.
- Лавинија Глин: Удовица и једна од три сестре Бредбури-Скот које живе дуж руте обиласка у близини места где је врт који треба да обиђе напорна шетња за слабу жену. Џејсон Рафиел је контактирао сестре да позову госпођицу Марпл буде код њих док се пропутовање не настави.
- Клотилд Бредбури-Скот: Неудата Лавинијина старија сестра која се везала за Верити Хант која је послата да живи са њима када су јој родитељи помрли.
- Антеа Брадбури-Скот: Неудата Лавинијина и Клотилдина млађа сестра.
- Професор Ванстед: Једна од петнаесторо људи на пропутовању са госпођицом Марпл, такође на позив Џејсона Рафиела. Он је психијатар који је прегледао Мајкла Рафиела. Ванстеад оцењује да је Мајкл неспособан за убиство.
- Архиђакон Брабазон: пријатељ госпођице Темпл који каже госпођици Марпл да је пристао да венча Мајкла и Верити. То је за њега необичан поступак, тајни брак, али је оценио да су истински заљубљени једно у друго.
- Џоана Крофорд: Млада жена на пропутовању са својом тетком.
- Емлин Прајс: Младић на пропутовању.
- Нора Брод: Мештанка у области куће Бредбури-Скотових чије је тело унакажено што је отежало препознавање.

## Књижевни значај и пријем
Метју Коади из часописа "Чувар" је 4. новембра 1971. закључио текст речима: „Није Кристин класик, али стара рука је запањујуће свежа, а мешавина опуштајућа као топла купка.
Морис Ричардсон је за часопис "Посматрач" 31. октобра 1971. рекао о госпођици Марпл у овој причи: „Обрачун када се, сама у кревету, сасвим беспомоћна, чак ни без игле за плетење, суочила са снажним великим ђаволом, је ђаволски. Није један од њених најбољих, можда, али је изузетно изуман, сасвим достојан Пикаса из детективске приче."
У часопису "Дневно огледало" је 28. октобра 1971. писало: „ Овом прворазредном причом дама Агата се победоносно враћа уобичајеном детективском роману након чаролије психолошке напетости.
Роберт Вивер из часописа "Дневна звезда Тронта" 4. децембра 1971. рекао је: „Кристијева богато заслужује оданост коју јој пружају поклоници уобичајене загонетк. Она је читљива и генијална, а у роману Немезис је тражила даму трагалицу почетницу госпођицу Џејн Марпл дубоко у случају убиства док покушава да изврши захтев који долази из гроба. Преко 80 година госпођица Кристи остаје непоколебљива."
Роберт Барнард је прокоментарисао заверу да „господин Рафиел шаље госпођицу Марпл у обилазак величанствених вртова“. Његов уопштено негативан став о роману је кратко изражен у једној реченици: „Вртне стазе до којих водимо нису ни примамљиве ни профитабилне. Важе све уобичајене строгоће о покојној Кристијевој.“

## Хомосексуалне теме
Роман се бави недозвољеном и неизреченом природом „женске љубави“. Клотилд Бредбури-Скот је приказана као старија жена која живи са своје две сестре. Упознавши Клотилд, госпођица Марпл осећа њену праву природу. Ипак, изгледа да Марплова није видела истину у овом случају због сопствених очекивања у вези са полом.
Марплова у себи мисли да би Клотилд „била величанствена Клитемнестра ---могла је од усхићења да избоде мужа кади“. Ипак, она одбацује ову мисао. Клотилд се никада није удавала, а Марплова мисли да није способна да убије било кога осим своје варијанте Агамемнона. У роману, Клотилд је убила своју вољену како би је спречила да је напусти и оде да „живи са мушкарцем и има децу, брак и нормалност.
Кристијева повезује перципирану изопаченост лезбејства са изопаченим понашањем убиства. Ипак, Клотилд је приказана као страствена у својој љубави. Ова страст је истовремено спречава да унакази Веритин леш и штити је од било какве стварне туге због њене смрти.
Идентитет убице је имао за циљ да збуни типичне Кристине читаоце. Клотилд Бредбури-Скот је приказана као угледна уседелица. Ипак, откривено је да је убила своју младу штићеницу Верити Хант уз комбиновану мотивацију љубави и љубоморе. Љубав између Клотилд и Верити никада није у потпуности истражена јер је Кристијева у својим делима обично посвећивала најмањи могућиразвој и излагање страственим везама.
У свом закључку, чини се да госпођица Марпл на страствено пријатељство између жена гледа само као на фазу у њиховом животу. Фаза којој је суђено да се заврши када једна од жена уместо тога изабере мушког љубавника. Ово је био избор који је типично отворен за млађу жену у истополној вези. Ово је био конвенционални став који су имали људи Марплиног поколења и друштвеног сталежа. Кристини радови уопштено указују да жене имају „императивну потребу и право на пуно сексуално искуство“. Ипак, Кристијева (у овом роману) чак и не помиње могућност да би лезбејска веза могла бити једнако испуњена као хетеросексуална.
У роману, Верити је на крају одбацила Клотилд у корист Мајкла Рафиела. Мудрост овог избора није доведена у питање. Сама госпођица Марпл признаје да Мајкл „никада није био добар“ и да је имао мале изгледе да се икада поправи, иако је неправоснажно осуђен за убиство. Ипак, изгледа да је Марплова уверен да је Мајкл био прави човек за „младу, лепу, невину и добру” Верити, можда зато што је могао да јој понуди сексуално испуњење и децу. Мајкл је тако приказан као хадмоћан избор као романтични парњак Клотилд. Иста Клотилд приказана је као племенита и паметна жена која воли Верити више од било кога или било чега на свету. Клотилд је једини лик који је одбио да прихвати то што Верити природно више воли мушкараце.
Верити није једина коју је Клотилд убила. Друга жртва је Нора Брод, привлачна девојка из радничког сталежа. Клотилд нуди Нори „заводљиве поклоне“ и чинове пријатељства, али ипак је свирепо убија. Када је замољена да препозна Норин леш, Клотилд је лажно препознаје као Верити. Овим је поновљен образац из романа Тело у библиотеци (1942). У оба случаја, особу зове полиција и тражи да препозна леш. У оба случаја, особа има тајне побуде и намерно врши лажно препознавање. Док полиција истражује убиство Верити из вишег сталежа, Норин нестанак није ни истражен. Полиција ју је сматрала само још једном „лакном” девојком која није обавестила породицу да бежи са мушкарцем.

## Прилагођавања

### Телевизија
Године 1987. екранизацију романа Немезис је емитовао ББЦ у два дела од по 50 минута у недељу 8. и 15. фебруара 1987. Била је то осма екранизација (од дванаест) у серији Госпођица Марпл са Џоан Хиксон у насловној улози. Екранизација доста значајно одступа од романа. Госпођицу Темпл је убила камена биста која је гурнута са балкона док је обилазила библиотеку, а не стена гурнута током пешачења, Мајкл Рафиел није послат у затвор због Веритине смрти јер није оптужен због недостатка доказа већ је виђен како живи на улици, а име Норе Брод је промењено у Нора Брент. Нови измишљени сестрић и кумић Лајонел Пил иде са госпођицом Марпл. Он је остао са њом пошто га је жена избацила. Такође, уклањени се ликови Естер Волтерс, Емлина Прајса и Џоане Крафорд.
У време емитовања, претходница Карипска загонетка још није била снимљена. Улогу Џејсона Рафиела је на крају одиграо Доналд Плезенс, а не Френк Гетлиф који је тумачио лик у овој екранизацији.
Године 2007. ИТВ је емитовао екранизацију романа (емитовану 1. јануара 2009.) са Џералдин Мекјуан у насловној улози серије Марпл. Као и код других екранизација направљених за ову серију, и ова је била само врло лабаво заснована на роману. Измењени су заплет, побуда и имена већине ликова и призори и скоро све о лику убице је суштински измењено, а савремене теме су додате. Измене направљене у екранизацији су следеће:
- Ликови Естер Волтерс, госпођице Темпл, госпођице Кук, Лавиније глин, професора Ванстеда, архиђакона Брабазона, Џоане Крофорд и Емлина Прајса су избачени.
- У екранизацији су додати нови ликови:
  - Мајкл Фејбер, Сидни Ламли, Лоренс Рејбурн, Аманда Далримпл, Дерек Турнбул, Роуена Вади, Мартин Вади и детектив позорник Колин Хардс.
- Клотилд и Антеа Бредбури-Скот су постале калуђерице Клотилд и Агнес.
- Калуђерица Клотилд је Верити исто убила јер је одлучила да напусти женски манастир (и њу) и уда се за Мајкла. Она обавештава игуманију да је непознати и тешко завијен војник умро, али Верити покрива завојима тако да је сахрањена као 'Ралф Колинс'. Када је видела новински оглас очајне жене која тражи свог мужа Мартина Вадија који је нестао у Данкирку, сестра Клотилд каже војнику који је изгубио памћење да је он Мартин Веди. Затим га представља очајној жени која га прихвата. Ова обмана је довела до других убистава. Сестра Клотилд је извршила самоубиство мелодраматично копљем статуе свеца, а Ралф је пронашао своју праву жену која је живела као удовица једанаест година.

Роман је такође екранизован као део корејске телевизијске серије из 2018. Госпођица Ма, Немезис.

### Радио
Роман је прилагођен као радио-драма за ББЦ Радио 4 са Џун Витфилд у главној улози. Први пут је емитован у новембру и децембру 1998. и поново у каснијим годинама, међу којима и 2011. и 2013.